# استعادية

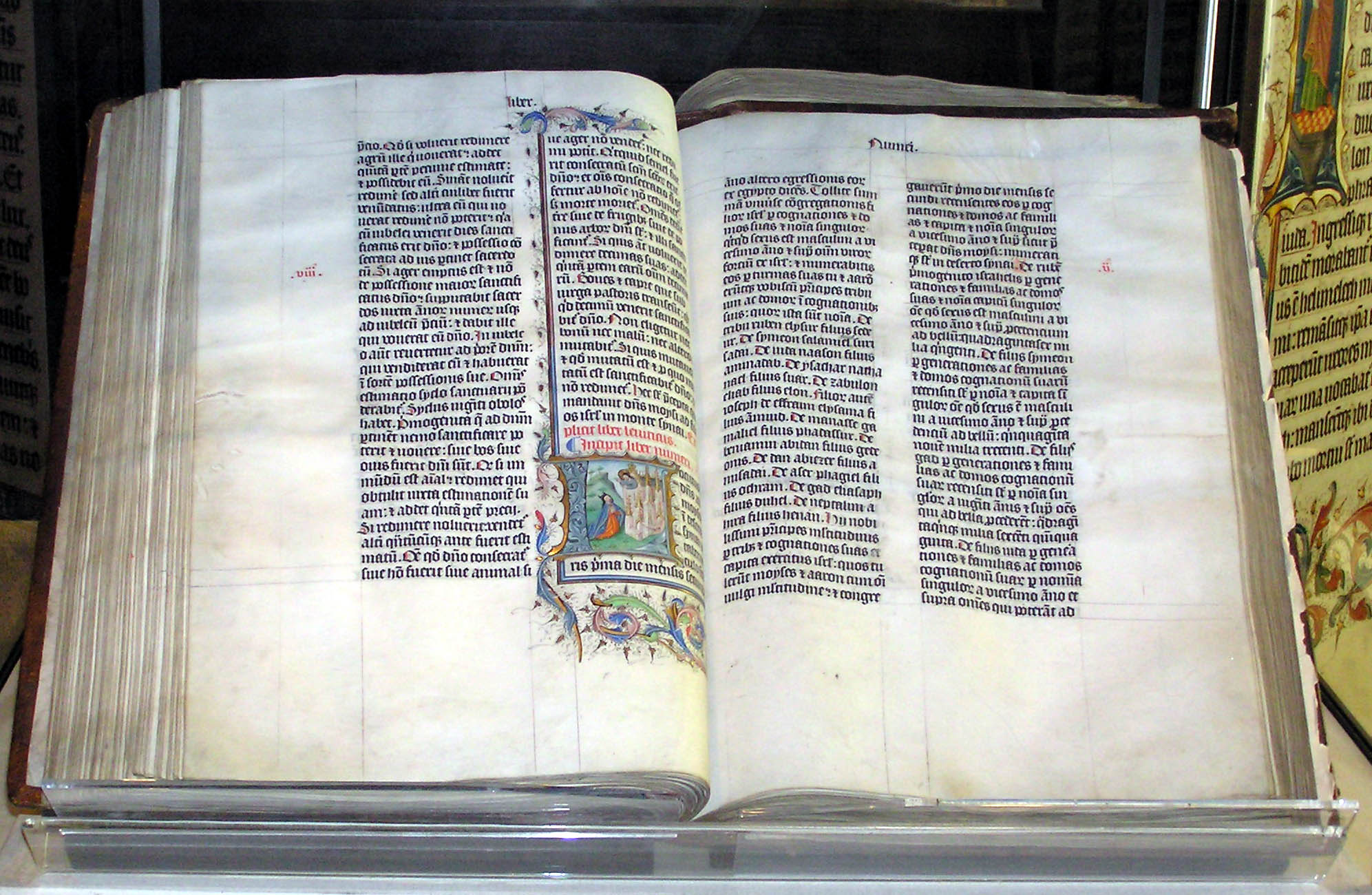

الاستعادية (أو الأوّليّة المسيحية) هي الإيمان بأن المسيحية استُعيدت أو ينبغي أن تُستعاد وفقًا للمعروف عن الكنيسة الرسولية المبكرة، ويرى الاستعاديون أن مذهبهم هو بحث عن صيغة أقدم وأنقى لدينهم. أساس هذا المذهب: «الرأي الساعي إلى إصلاح الأخطاء والفسادات (في الكنيسة) بالاحتكام إلى الكنيسة الأولية بوصفها النموذج القياسي».
وتكون الجهود لاستعادة النموذج الأقدم والأنقى من المسيحية عادةً ردًّا على الطائفية. وكما قال روبل شيلي: «إن الدافع وراء كل حركات الاستعادة إنما هو هدم جدران الفصل بالعودة إلى تعاليم الدين المسيحي الأصلية الأساسية الجامعة». حاولت مجموعات مختلفة تطبيق الرأي الاستعادي بطرائق متعددة، إذ حاول بعضها التركيز على بنية الكنيسة وشعائرها، وحاول بعضها التركيز على الحياة الأخلاقية للكنيسة، وحاول آخرون التركيز على تجربة الروح القدس في حياة المؤمن. تختلف الاعتقاد بالأهمية النسبية لهدف الاستعادة، ومدى تحققه، بين هذه المجموعات.
ومن الطوائف التي تعد أمثلة على الاستعادية: الهوسيون، وتجديديو العماد، واللاندماركيون، والبيوريتانيون، والوالدنسيانيون، وكثير من السبتيين. كانت الاستعادة عند تجديديي المعمودية تعني تجديد الحياة بالعهد الجديد تجديدًا مدروسًا. اللاندماركية (وتنطبق عادة على الخلافة المعمدانية) هي نظرية تقول باستمرار الكنيسة النقية عبر العصور، ويظهر هذا من خلال عقائد مفتاحية، أولها المعمودية. حاولت مجموعات كثيرة إيجاد تاريخ لنفسها ونظام كنسي يقع في مكان وسط بين الاستعادية والخلافة.
يستعمل مصطلح «الاستعادية» أحيانًا مرادفًا لحركة الاستعادة الأمريكية. تستعمل المصطلح هذا مجموعات أحدث أيضًا، تقول إنها تهدف إلى إعادة تأسيس المسيحية كما كانت في الأصل، ومن هؤلاء: الاستعاديون الكاريزماتيون، المعادون للطائفية، الذين طلع نجمهم في سبعينيات القرن العشرين في المملكة المتحدة وخارجها.

## استعمالات المصطلح
الاستعادية والاستعاديون والاستعادة، مصطلحات تستعمل للدلالة على عدة معان في المسيحية. «الاستعادية» بمعنى «المسيحية الأولية» تشير إلى محاولة تصحيح بعض الأخطاء الملاحَظة في الكنيسة اليوم، بالاحتكام إلى الكنيسة الأولى نموذجًا لإعادة بناء المسيحية الأولى، ووصف هذا المذهب أيضًا بأنه «ممارسة المسيحية كما يلاحَظ أنها كانت في العهد الجديد». تسمى الاستعادية «رسولية»، بمعنى أنها صيغة المسيحية التي اتبعها الرسل الاثنا عشر. نشأت هذه الحركات مبكرًا في التاريخ المسيحي، وكان أول ظهور لها في أعمال إرانايوس، وقد ظهرت في بعض الحركات أيام العصور الوسطى. كما وصف المصطلح بدرجات مختلفة في لاهوت الإصلاح البروتستانتي، ووصفت البروتستانتية بأنها «شكل من أشكال الاستعادية المسيحية، وتمتاز بعض فروعها – ككنائس المسيح أو المعمدانيين – بأنها أشدّ استعاديّة من غيرها». يمكن وصف عدد من الحركات التاريخية في المسيحية بأنها «حركات استعادة»، منها الغلاسيون في أسكتلندة وإنكلترا، والكنيسة المستقلة التي قادها جيمس هالدين وروبرت هالدين في أسكتلندة، وحركة الاستعادة الأمريكية، واللاندماركيون المعمدانيون والمورمونيون. كما وصفت مجموعة من الحركات الأحدث أيضًا بأنها «استعادية». وصفت الاستعادية أيضًا بأنها المكون الرئيس لبعض الحركات الخمسينية، كحركة تجمعات الله. وقد استعمل مصطلح «حركة استعادية» أيضًا لوصف حركة الكنيسة الجديدة البريطانية.
وعندما تكون الكلمة اسمًا علمًا (أي تبدأ بحرف كبير في الإنكليزية)، تكون مرادفًا لحركة الاستعادة الأمريكية.
وقد يشمل مصطلح «الاستعادية»، الاعتقاد بأن اليهود لا بد أن يعودوا إلى الأرض الموعودة تحقيقًا للنبوءة الكتابية، قبل عودة المسيح. تستعمل الاستعادية المسيحية عمومًا لوصف حركة قامت في القرن التاسع عشر على هذا الاعتقاد، لكن مصطلح الصهيونية المسيحية صار أشيَع لوصف أشكال هذا الاعتقاد المتأخرة.
«الاستعادية» تستعمل أيضًا لوصف نوع من مذهب ما بعد الألف، تطور في النصف الآخر من القرن العشرين، وكان شائعًا بين المجموعات الكاريزماتية وحركة الكنيسة الجديدة البريطانية.
يشير مصطلح الأولي، خلافًا لبقية الاستعمالات، إلى أساس للدراسة والبحث في الكتابات الأصلية لآباء الكنيسة وفي الوثائق التاريخية الأخرى. ولمّا كانت الوثائق المكتوبة في كنيسة القرن الأول نادرة، مررت الكنيسة الأولية معارفها شفهيًّا. ترفض بعض العناصر في حركة المسيحية الأولية التراث الآبائي الوفير للقرنين الثاني والثالث في تنقيح هذه المعارف (الآباء السابقون لمجمع نيقية)، ويحاولون بدل ذلك أن يعيدوا تشكيل ممارسات الكنيسة الأولية كما كانت في العصر الرسولي. ولفعل هذا، يحيون شعائر كانت موجودة في العهد القديم.
تدل كلمة الرسولي على خلافة خارج التيار الرئيسي للكنيسة، أو نسب تاريخي يعود إلى الرسل والإرسالية الكبرى. تعدّ هذه المذاهب الاستعادية أحيانًا من «المتهوّدين» المذكورين في التراث الإبيوني.

## نماذج تاريخية
فُسّر هدف الاستعادة وطُبّق بطرائق شتّى. يمكن تمييز أربعة نماذج تاريخية بناءً على الجانب الذي أراد الأفراد أو المجموعات استعادته من المسيحية الأولى. هذه النماذج هي:
- الأولية الكنسية;
- الأولية الأخلاقية;
- الأولية التجربية;
- الأولية الإنجيلية.

تركز الأولية الكنسية على استعادة الممارسات الكنسية في الكنيسة المبكرة: ناصر هولريخ زوينغلي وجون كالف وكل البيوريتانيين الأولية الكنسية، وكان أهم مناصريها في الولايات المتحدة ألكسندر كامبل.
تركز الأولية الأخلاقية على استعادة الأنماط الأخلاقية والالتزام بالنظام في الكنيسة المبكرة. من أمثلة هذا المذهب: تجديديو العماد، وبارتون ستون، وحركة القداسة، وتتطلب هذه الحركة عادةً التزامًا بالوصايا الكونية، مثل السبت في الكتاب المقدس، كما أُعطيه آدم وحواء في جنة عدن، والتقويم العبري لتمييز السنين والفصول والأسابيع والأيام. يفرّق أصحاب هذا المذهب بين الختان والتضحية بالحيوانات والمتطلبات الشعائرية اليهودية من جهة، وبين الوصايا العشر والقوانين النوحية والسبوت العالية، التي أُعطيت لجميع بني الإنسان. تحذر موعظة الجبل ولا سيما شرح الشريعة، من إسقاط التكاليف، أي إسقاط التعاليم الكتابية المتعلقة بالالتزام بالشريعة.
تركز الأولية التجربية على استعادة الاتصال المباشر بالله من خلال تجربة الروح القدس كما وجدت في الكنيسة المبكرة. من أمثلة هذا المذهب: حركة قديسي اليوم الآخر التي أنشأها جوزف سميث والخمسينية.
أما الأولية الإنجيلية فلعلّ أفضل ظهور لها كان في لاهوت مارتن لوثر. لم يكن لوثر، بالمعنى الدقيق، استعاديًّا، لأنه رأى أن الجهد الإنساني لاستعادة الكنيسة صلاحًا، وكان ناقدًا حادًّا لقادة إصلاحيين آخرين كانوا يحاولون فعل هذا. ولكنه في الوقت نفسه كان يعتقد أن الكنيسة الرومانية الكاثوليكية قد شوّشت رسالة الإنجيل. رفض لوثر كذلك تراث الكنيسة وأكد أن الكتاب المقدس هو السلطة الوحيدة للكنيسة.
ليست هذه النماذج مستقلّةً بعضها عن بعض، بل هي متداخلة، فعلى سبيل المثال، ترى الحركة الخمسينية ارتباطًا واضحًا بين الأولية الأخلاقية والأولية التجربية.

## العصور الوسطى
بدءًا من عام 1470، بدأت مجموعة متتالية من البابوات التركيز على حيازة المال، وكان دورهم في السياسة الإيطالية حكّامًا للولايات البابوية وسياسة القوة في مجتمع الكرادلة. كانت الاستعادية في تلك الفترة تركز على مجموعات تريد تجديد الكنيسة، منهم اللولارديون، وإخوان الحياة العامة، والهوسيون، وإصلاحات غيرولامو سافونارولا في فلورنسا.
مع أن هذه الحركات السابقة للإصلاح البروتستانتي تنبّأت وناقشت أحيانًا الانفصال عن روما والسلطة البابوية، فإنها أيضًا حفّزت حركات استعادية في داخل الكنيسة، منها مجمعا كونستانس وباسل، اللذين عُقدا في النصف الأول من القرن الخامس عشر.
هاجم الدعاة في ذلك الوقت المندوبين إلى هذه المؤتمرات في شؤون السيمونية والفساد وقلة العفة والعزوبية وطلب منافع متعددة. يرى بعض الباحثين أن إخفاق هذه الحركات الاستعادية كان هو سبب الإصلاح البروتستانتي.